# 159ª Divisione fanteria "Veneto"
La 159ª Divisione fanteria "Veneto" fu una grande unità di fanteria del Regio Esercito durante la seconda guerra mondiale.

## Storia
Le origini della grande unità risalgono a quelle della Brigata "Veneto" della prima guerra mondiale, costituita a Bologna sul 255º e 256º Reggimento fanteria il 12 marzo del 1917 e smobilitata 1918.  Il 1º marzo 1942 venne costituita la 159ª Divisione fanteria da occupazione "Veneto" con in organico i due vecchi reggimenti della brigata ed il 159º Reggimento artiglieria per divisione di fanteria; le divisioni di fanteria da occupazione vennero costituite a partire dal 1941 come normali divisioni di fanteria, prive della legione di camicie nere, le cui dotazioni prevedevano un numero inferiore di artiglierie ma una quantità maggiore di mitragliatrici. La denominazione "da occupazione" venne abolita nel 1942, ma rimasero comunque immutate le loro caratteristiche di organica e gli scopi operativi.
La grande unità venne dislocata nelle zone di Cividale del Friuli, Tarcento e San Pietro al Natisone nell'alta Venezia Giulia. In primavera venne trasferita sul confine italo-jugoslavo tra Vipacco e Postumia, dove fu impegnata fino al maggio 1943 nei rastrellamenti delle formazioni della resistenza jugoslava. Il 1º giugno 1943 la 159ª Divisione fanteria "Veneto" venne sciolta ed il suo Comando ed i reparti ricostituirono il giorno stesso la 52ª Divisione fanteria "Torino", distrutta nella campagna italiana di Russia.

## Ordine di battaglia: 1942
- 255º Reggimento fanteria "Veneto"
- 256º Reggimento fanteria "Veneto"
- 159º Reggimento artiglieria "Veneto"
- CLIX Battaglione mortai da 81
- una compagnia cannoni controcarro da 47/32
- una compagnia genio artieri
- una compagnia mista telegrafisti/marconisti
- una sezione fotoelettricisti
- una sezione sanità
- una sezione sussistenza
- una autosezione pesante

## Comandanti (1942-1943)
- Gen. D. Luigi Krall